# 疣叶白发藓
疣叶白发藓（学名：Leucobryum scabrum）为白发藓科白发藓属下的一个种。